# Don Bosco Haacht
Don Bosco Haacht (DBH) is een katholiek scholencomplex voor secundair onderwijs van de Salesianen van Don Bosco, opgericht in 1961. Het complex bestaat uit drie verschillende scholen: de Middenschool Don Bosco Haacht (eerste twee studiejaren), het Don Bosco Haacht Instituut (aso) en Don Bosco Haacht tso-bso.

## TSO/BSO
Van de drie scholen kan deze als de oudste beschouwd worden. Toen men in 1961 besliste om een Don Boscoschool op te richten, bood die in de traditie van Don Bosco alleen technisch onderwijs aan.

## ASO
Het ASO ging (toen nog onder de naam Moderne Humaniora) één jaar na het TSO-BSO van start.

## Middenschool
De Middenschool werd opgericht in 1981 en is de recentste van de drie scholen in Haacht. De eerste jaren was ze gevestigd in een onderdeel van het aso-gebouw. In 1987 werd voor de Middenschool een nieuw schoolgebouw in gebruik genomen.

## Bekende alumni
- Paul Baeten Gronda, schrijver
- Eva Daeleman, radiopresentatrice (MNM), omroepster (één)
- Kim Gevaert, atlete
- Sam Gooris, muzikant
- Tom Helsen, muzikant
- Jeroen Meus, chef-kok
- Dirk Naessens, muzikant (Urban Trad, Amorroma, Black Velvet)
- Peter Pype, tv-presentator
- Daan Stuyven, muzikant (Daan, Dead Man Ray, Running Cow, Volt, Supermarx)
- Wouter Van Besien, politicus
- Jonathan Vandenbroeck, muzikant (Milow)
- Thomas Vanderveken, tv-presentator
- Damian Corlazzoli, muzikant en acteur (Spring)